# 아라키 사야카
아라키 사야카(일본어: 荒木 さやか, 1984년 12월 22일 ~ )는 일본의 모델, 디스크 자키이다.